# Luigi di Meclemburgo-Schwerin
Luigi di Meclemburgo-Schwerin (Grabow, 6 agosto 1725 – Schwerin, 12 settembre 1778) fu duca di Meclemburgo-Schwerin.

## Biografia
Era il terzogenito di Cristiano Ludovico II di Meclemburgo-Schwerin, e di sua moglie, Gustava Carolina di Meclemburgo-Strelitz. I suoi nonni paterni erano Federico di Mecklenburg-Schwerin e Cristina Guglielmina d'Assia-Homburg; i suoi nonni materni erano Adolfo Federico II di Meclemburgo-Strelitz e Maria di Meclemburgo-Güstrow.
Alla morte del padre, avvenuta nel 1756, Federico, fratello maggiore di Luigi, salì al trono del Ducato. Non avendo il fratello eredi, Luigi venne nominato principe ereditario. Essendo Luigi premorto al fratello, tale titolo passerà al figlio Federico Francesco. Infatti sarà proprio lui a succedere allo zio alla sua morte. Insieme a sua moglie, fu mecenate e sostenitore delle arti.

## Matrimonio
Sposò, il 13 maggio 1755, Carlotta Sofia di Sassonia-Coburgo-Saalfeld (1731-1810), figlia di Francesco Giosea di Sassonia-Coburgo-Saalfeld e Anna Sofia di Schwarzburg-Rudolstadt. Ebbero due figli:
- Federico Francesco (1756-1837);
- Sofia Federica (1758-1794), sposò Federico di Danimarca.

## Morte
Morì il 12 settembre 1778 a Schwerin. Fu sepolto nella Schelfkirche.

## Ascendenza
|                                               |                                           |                                           | Genitori                                      |  |  | Nonni |  |  | Bisnonni                                  |  |  | Trisnonni                            |  |
|                                               |                                           |                                           |                                               |  |  |       |  |  | Adolfo Federico I di Meclemburgo-Schwerin |  |  | Giovanni VII di Meclemburgo-Schwerin |  |
|                                               |                                           |                                           |                                               |  |  |       |  |  | Adolfo Federico I di Meclemburgo-Schwerin |  |  | Giovanni VII di Meclemburgo-Schwerin |  |
|                                               |                                           | Sofia di Holstein-Gottorp                 |                                               |  |  |       |  |  | Adolfo Federico I di Meclemburgo-Schwerin |  |  |                                      |  |
| Federico di Meclemburgo-Schwerin              |                                           |                                           |                                               |  |  |       |  |  | Adolfo Federico I di Meclemburgo-Schwerin |  |  |                                      |  |
|                                               |                                           | Maria Caterina di Braunschweig-Dannenberg | Giulio Ernesto di Brunswick-Dannenberg        |  |  |       |  |  |                                           |  |  |                                      |  |
|                                               |                                           | Maria Caterina di Braunschweig-Dannenberg | Giulio Ernesto di Brunswick-Dannenberg        |  |  |       |  |  |                                           |  |  |                                      |  |
|                                               |                                           | Maria Caterina di Braunschweig-Dannenberg | Maria dell'Osterfriesland                     |  |  |       |  |  |                                           |  |  |                                      |  |
| Cristiano Ludovico II di Meclemburgo-Schwerin |                                           | Maria Caterina di Braunschweig-Dannenberg |                                               |  |  |       |  |  |                                           |  |  |                                      |  |
|                                               |                                           | Guglielmo Cristoforo d'Assia-Homburg      | Federico I d'Assia-Homburg                    |  |  |       |  |  |                                           |  |  |                                      |  |
|                                               |                                           | Guglielmo Cristoforo d'Assia-Homburg      | Federico I d'Assia-Homburg                    |  |  |       |  |  |                                           |  |  |                                      |  |
|                                               |                                           | Guglielmo Cristoforo d'Assia-Homburg      | Margherita Elisabetta di Leiningen-Westerburg |  |  |       |  |  |                                           |  |  |                                      |  |
| Cristina Guglielmina d'Assia-Homburg          |                                           | Guglielmo Cristoforo d'Assia-Homburg      |                                               |  |  |       |  |  |                                           |  |  |                                      |  |
|                                               |                                           | Sofia Eleonora d'Assia-Darmstadt          | Giorgio II d'Assia-Darmstadt                  |  |  |       |  |  |                                           |  |  |                                      |  |
|                                               |                                           | Sofia Eleonora d'Assia-Darmstadt          | Giorgio II d'Assia-Darmstadt                  |  |  |       |  |  |                                           |  |  |                                      |  |
|                                               |                                           | Sofia Eleonora d'Assia-Darmstadt          | Sofia Eleonora di Sassonia                    |  |  |       |  |  |                                           |  |  |                                      |  |
| Luigi di Meclemburgo-Schwerin                 |                                           | Sofia Eleonora d'Assia-Darmstadt          |                                               |  |  |       |  |  |                                           |  |  |                                      |  |
|                                               | Adolfo Federico I di Meclemburgo-Schwerin | Giovanni VII di Meclemburgo-Schwerin      |                                               |  |  |       |  |  |                                           |  |  |                                      |  |
|                                               | Adolfo Federico I di Meclemburgo-Schwerin | Giovanni VII di Meclemburgo-Schwerin      |                                               |  |  |       |  |  |                                           |  |  |                                      |  |
|                                               | Adolfo Federico I di Meclemburgo-Schwerin | Sofia di Holstein-Gottorp                 |                                               |  |  |       |  |  |                                           |  |  |                                      |  |
| Adolfo Federico II di Meclemburgo-Strelitz    | Adolfo Federico I di Meclemburgo-Schwerin |                                           |                                               |  |  |       |  |  |                                           |  |  |                                      |  |
|                                               |                                           | Maria Caterina di Braunschweig-Dannenberg | Giulio Ernesto di Brunswick-Dannenberg        |  |  |       |  |  |                                           |  |  |                                      |  |
|                                               |                                           | Maria Caterina di Braunschweig-Dannenberg | Giulio Ernesto di Brunswick-Dannenberg        |  |  |       |  |  |                                           |  |  |                                      |  |
|                                               |                                           | Maria Caterina di Braunschweig-Dannenberg | Maria dell'Osterfriesland                     |  |  |       |  |  |                                           |  |  |                                      |  |
| Gustava Carolina di Meclemburgo-Strelitz      |                                           | Maria Caterina di Braunschweig-Dannenberg |                                               |  |  |       |  |  |                                           |  |  |                                      |  |
|                                               |                                           | Gustavo Adolfo di Meclemburgo-Güstrow     | Ernesto I di Sassonia-Gotha-Altenburg         |  |  |       |  |  |                                           |  |  |                                      |  |
|                                               |                                           | Gustavo Adolfo di Meclemburgo-Güstrow     | Ernesto I di Sassonia-Gotha-Altenburg         |  |  |       |  |  |                                           |  |  |                                      |  |
|                                               |                                           | Gustavo Adolfo di Meclemburgo-Güstrow     | Elisabetta Sofia di Sassonia-Altenburg        |  |  |       |  |  |                                           |  |  |                                      |  |
| Maria di Meclemburgo-Güstrow                  |                                           | Gustavo Adolfo di Meclemburgo-Güstrow     |                                               |  |  |       |  |  |                                           |  |  |                                      |  |
|                                               |                                           | Maddalena Sibilla di Holstein-Gottorp     | Augusto di Sassonia-Weissenfels               |  |  |       |  |  |                                           |  |  |                                      |  |
|                                               |                                           | Maddalena Sibilla di Holstein-Gottorp     | Augusto di Sassonia-Weissenfels               |  |  |       |  |  |                                           |  |  |                                      |  |
|                                               |                                           | Maddalena Sibilla di Holstein-Gottorp     | Anna Maria di Meclemburgo-Schwerin            |  |  |       |  |  |                                           |  |  |                                      |  |
|                                               |                                           | Maddalena Sibilla di Holstein-Gottorp     |                                               |  |  |       |  |  |                                           |  |  |                                      |  |